# Lythria trifurca
Lythria trifurca är en fjärilsart som först beskrevs av Adrian Hardy Haworth, och fick sitt nu gällande namn av Sensu Czekehus 1924. Lythria trifurca ingår i släktet Lythria och familjen mätare. Inga underarter finns listade i Catalogue of Life.